# Kenneth Copeland
Kenneth Copeland (Lubbock, 6 de diciembre de 1936) es un profesor, predicador, cantante, televangelista, actor y autor estadounidense. Es un muy controvertido evangelista de la televisión, predicador de la teología o evangelio de la prosperidad, y el fundador de una organización cristiana llamada, "Ministerios Kenneth Copeland."

## Educación y juventud
Kenneth Copeland era un cantante pop próspero antes de dedicarse a lo largo de su vida al ministerio a raíz de su conversión el 2 de noviembre de 1962. En 1960, fue piloto de Oral Roberts. Copeland asistió a la Universidad Oral Roberts en Tulsa, Oklahoma. Más tarde estudió otro evangelista Pentecostal, Kenneth E. Hagin fundador de RHEMA Biblia Centro de Formación y RHEMA Biblia Iglesia en Broken Arrow, Oklahoma.

## Ámbito religioso
Su ministerio se expande a través de la década de 1970, y en 1979, "La voz de victoria del creyente" apareció por primera vez en las ondas. Con sede en Newark, Texas, tiene oficinas internacionales en Alemania, Australia, África, Canadá, Europa y Ucrania. Según Kenneth Copeland Ministries, también participan activamente en el ministerio ayudando a los presos en 23 países. 
El Ministerio Kenneth Copeland (Kenneth Copeland Ministries) tiene su sede en Fort Worth, Texas. Durante un cuarto de siglo Copeland ha realizado una celebración anual de una semana de duración, llamada "Convención de Creyentes", tanto de California y Fort Worth. En los últimos años, sus parejas de sermones regulares en estos eventos han sido Creflo A. Dólar, Jesse Duplantis, y Jerry Savelle, junto con su esposa Gloria.